# Жаков, Олег Петрович
Оле́г Петро́вич Жа́ков (19 марта [1 апреля] 1905, Сарапул, Вятская губерния — 4 мая 1988, Пятигорск, Ставропольский край) — советский киноактёр и кинорежиссёр. Народный артист СССР (1969). Лауреат Государственной премии СССР (1971) и Сталинской премии второй степени (1946).

## Биография
Олег Жаков родился 19 марта (1 апреля) 1905 в Сарапуле (ныне — в Удмуртской Республике, Россия).
В 1912 году семья из Сарапула переехала в Казань, где он окончил церковно-приходскую школу и два класса реального училища. После переезда в Екатеринбург в 1919 году и окончания средней школы работал на электростанции. Затем поступил в политехникум на педагогическое отделение, проучился три курса (1922—1925) и понял, что педагогика мало привлекает его. В то же время начал посещать клуб под названием «ХЛАМ» — эта футуристическая аббревиатура расшифровывалась как «художники, литераторы, артисты, музыканты». В ту пору познакомился с местными молодыми энтузиастами театра, увлечёнными новыми веяниями в искусстве, — П. С. Соболевским и С. А. Герасимовым.
В 1926—1927 годах учился в Ленинградском кинотехникуме (ныне Санкт-Петербургский киновидеотехнический колледж). П. С. Соболевский и С. А. Герасимов, уже занимавшиеся в студии ФЭКС (Фабрика эксцентрического актёра) у Г. М. Козинцева и Л. З. Трауберга, помогли и ему поступить туда. В 1926 году Жаков впервые снялся в кино — в массовке в экранизации гоголевской «Шинели» Козинцева и  Трауберга. В 1929 году окончил Ленинградский техникум сценических искусств (киноотделение) (ныне Российский государственный институт сценических искусств). Именно тогда окончательно решил быть киноактёром.
Снимался на разных киностудиях, в том числе на «Ленфильме», «Мосфильме», с такими мастерами экрана, как Б. Ф. Андреев, Н. К. Черкасов, Б. Н. Ливанов, П. М. Алейников, Б. А. Бабочкин.
Снялся более чем в ста фильмах. Внимание зрителей привлёк исполнением главных ролей в кинолентах «Семеро смелых» и «Мы из Кронштадта». Затем много снимался, как в военно-героических фильмах, так и в драматических, из которых стоит отметить работы в картинах «Нашествие» и «У озера». Последней работой актёра стало участие в фильме «Жаркое лето в Кабуле», где он снялся в 1983 году в возрасте семидесяти восьми лет.
С 1957 года жил в Пятигорске (Ставропольский край), где и скончался 4 мая 1988 года. Похоронен на Краснослободском кладбище Пятигорска.
На доме, где жил Олег Петрович, актёром Михаилом Ножкиным установлена мемориальная доска.

### Личная жизнь
- Дети — дочь Галина (умерла в конце 1980-х) и сын Олег (умер в 2004).

## Фильмография

### Актёр
- 1926 — Шинель — чиновник в плаще
- 1927 — С. В. Д. — гусар
- 1929 — Новый Вавилон — солдат национальной гвардии
- 1930 — Ледяная судьба — радист Пухов
- 1930 — Ветер в лицо — Борис
- 1931 — Полдень — Борис Шилин
- 1931 — Человек из тюрьмы — эпизод
- 1932 — Ошибка героя — дядька Фелиции
- 1933 — Моя Родина — капитан Алябьев
- 1933 — Первый взвод — Васильев
- 1933 — Частный случай — ассистент профессора
- 1934 — Люблю ли тебя? — Сеня
- 1934 — Золотые огни — Ковалёв
- 1936 — Депутат Балтики — доцент Викентий Михайлович Воробьёв
- 1936 — Мы из Кронштадта — Ян Драудин
- 1936 — Семеро смелых — радист Курт Шефер
- 1937 — За Советскую Родину — Тойво Антикайнен
- 1937 — 1939 — Великий гражданин — Сергей Васильевич Боровский
- 1938 — Болотные солдаты — Пауль
- 1938 — Профессор Мамлок — Рольф Мамлок
- 1939 — Мужество — Алексей Томилин
- 1939 — Друзья встречаются вновь — Корниенко
- 1941 — Фронтовые подруги — Банников
- 1942 — Убийцы выходят на дорогу — капитан
- 1942 — Боевой киносборник № 12 (новелла «Сын бойца») — Воробьёв
- 1943 — Март-апрель — капитан Пётр Фёдорович Жаворонков
- 1943 — Одна семья — Морозов
- 1943 — Подводная лодка Т-9 — Костров
- 1944 — Нашествие — Фёдор Иванович Таланов
- 1945 — Иван Грозный — Генрих Штаден
- 1945 — Песни Абая — Долгополов
- 1946 — Сыновья — Янис
- 1946 — Остров Безымянный — немец (в титрах не указан)
- 1946 — Во имя жизни — Рождественский
- 1946 — Белый Клык — Уидон Скотт, горный инженер
- 1947 — Рядовой Александр Матросов — капитан Щербина
- 1948 — Драгоценные зёрна — Ивашин
- 1949 — Звезда — Сербиченко
- 1950 — Донецкие шахтёры — Андреев
- 1950 — Заговор обречённых — бывший эсэсовец Куртов
- 1953 — Великий воин Албании Скандербег — Тануш Тония
- 1953 — Вихри враждебные — Георгий Пятаков
- 1954 — Дети партизана — следователь
- 1954 — Повесть о лесном великане — Никандр Петрович Дудин
- 1955 — Костёр бессмертия — Мартин Ясноглазый
- 1955 — Тень у пирса — Людов, майор госбезопасности
- 1955 — Следы на снегу — шпион Василий Михайлович Белолюбский
- 1956 — Дорога правды — Павлов
- 1956 — Моя дочь — Рогов
- 1956 — Приключения Артёмки — сыщик
- 1957 — Координаты неизвестны — Чалый
- 1957 — Рождённые бурей — Сигизмунд Раевский
- 1958 — Киевлянка — Коломиец
- 1958 — Кочубей — Деверин
- 1958 — Простая вещь — Туманович
- 1959 — Три рассказа Чехова
- 1959 — Заре навстречу — Рыжиков
- 1959 — Его поколение — Каразин
- 1959 — Таврия — Мурашко
- 1960 — Первое свидание — Илья Ильич
- 1960 — Операция «Кобра» — Мазур
- 1960 — Свет в окне — Авилов
- 1961 — Самые первые — Евгений Алексеевич
- 1962 — Суд — Дудырев
- 1962 — Путь к причалу — Гастев
- 1963 — Слепая птица — Иван Филиппович
- 1963 — Бухта Елены — Сергунин
- 1963 — Им покоряется небо — Басаргин
- 1964 — Государственный преступник — Леонид Иванович
- 1964 — Криницы — Павел Иванович
- 1965 — Рано утром — Николай Николаевич
- 1966 — Бурьян — Яким Терентьевич Огырь
- 1966 — Утоление жажды — Карабаш Ермасов
- 1967 — Бегущая по волнам — Проктор
- 1967 — Браслет-2 — Рыбкин
- 1967 — Семь братьев Черви (Италия) — папаша Черви
- 1968 — Ошибка резидента — Ян Евгеньевич Дембович
- 1969 — У озера — учёный-байкаловед Александр Александрович Бармин
- 1969 — Король гор и другие — Олег Петрович Марков
- 1970 — Миссия в Кабуле — Пётр Сорокин
- 1971 — Стальное колечко (короткометражный) — дед Кузьма
- 1971 — Седьмое небо — Виктор Леопольдович
- 1972 — Земля, до востребования — Паскуале Эспозито
- 1972 — Ночной мотоциклист — Шабашников
- 1973 — Ищу человека — Иван Григорьевич
- 1973 — Здесь наш дом — Грамоткин
- 1973 — Назначение — эпизод
- 1974 — Фронт без флангов — дед Матвей
- 1974 — День приёма по личным вопросам — Леонид Маслов
- 1975 — Когда дрожит земля — Демидов
- 1975 — Без права на ошибку — судья Николай Александрович
- 1975 — Память — член правления
- 1976 — Самый красивый конь — Денис Платонович, тренер
- 1976 — Приключения Травки — Васильев
- 1976 — Расписание на завтра — Олег Дмитриевич
- 1977 — Вооружён и очень опасен — судья Флемминг
- 1977 — Фронт за линией фронта — дед Матвей Егорович
- 1979 — Мой генерал — генерал Антон Петрович Рыбаков
- 1979 — Ипподром — Михаил Яковлевич Рогозин
- 1980 — Такие же, как мы! — Трепыхалин
- 1980 — Сергей Иванович уходит на пенсию — Дмитрий, фронтовик
- 1981 — Сто радостей, или Книга великих открытий — дядя Миша, лесничий
- 1981 — Девушка и Гранд — Петрович, конюх
- 1983 — Жаркое лето в Кабуле — профессор Владимир Дмитриевич Фёдоров

### Режиссёр
- 1944 — Нашествие (совместно с А. Роомом)

### Озвучивание
- 1947 — Возвращение с победой — Драудиньш (роль В. Силениекса)
- 1955 — Дай руку, жизнь моя! — неизвестный, покупатель «Реквиема» (роль Л. Рудольфа)
- 1961 — Обманутые

### Архивные кадры
- 2001 — Олег Жаков (из цикла телепрограмм канала ОРТ «Чтобы помнили») (документальный)

## Память
В Пятигорске, на доме № 28 по улице 50 лет ВЛКСМ, где жил артист, установлена мемориальная доска. Её приезжал устанавливать М. Ножкин, с которым О. Жаков снимался в фильме «Ошибка резидента».

## Звания и награды
- Заслуженный артист РСФСР (1944)
- Народный артист СССР (1969)
- Сталинская премия второй степени (1946) — за роль Фёдора Таланова в фильме «Нашествие» (1944)
- Государственная премия СССР (1971) — за роль учёного Бармина в фильме «У озера» (1969)
- Государственная премия РСФСР имени братьев Васильевых (1978) — за исполнение роли деда Матвея в «Фронт за линией фронта» (1977)
- два ордена Трудового Красного Знамени

1. 01.04.1938 — за исполнение роли Антикайнена в кинокартине «За Советскую Родину»
2. 1967

- Орден Дружбы народов (1985)
- Орден Красной Звезды (1944)
- Медаль «За доблестный труд в Великой Отечественной войне 1941—1945 гг.»
- Медаль «Двадцать лет Победы в Великой Отечественной войне 1941—1945 гг.»
- Медаль «Тридцать лет Победы в Великой Отечественной войне 1941—1945 гг.»
- Медаль «Сорок лет Победы в Великой Отечественной войне 1941—1945 гг.»
- Золотая медаль им. А. П. Довженко (1975, фильм «Фронт без флангов»)